# Bulbophyllum dendrochiloides
Bulbophyllum dendrochiloides är en orkidéart som beskrevs av Rudolf Schlechter. Bulbophyllum dendrochiloides ingår i släktet Bulbophyllum och familjen orkidéer. Inga underarter finns listade i Catalogue of Life.